# Liebfrauenturm (Amersfoort)

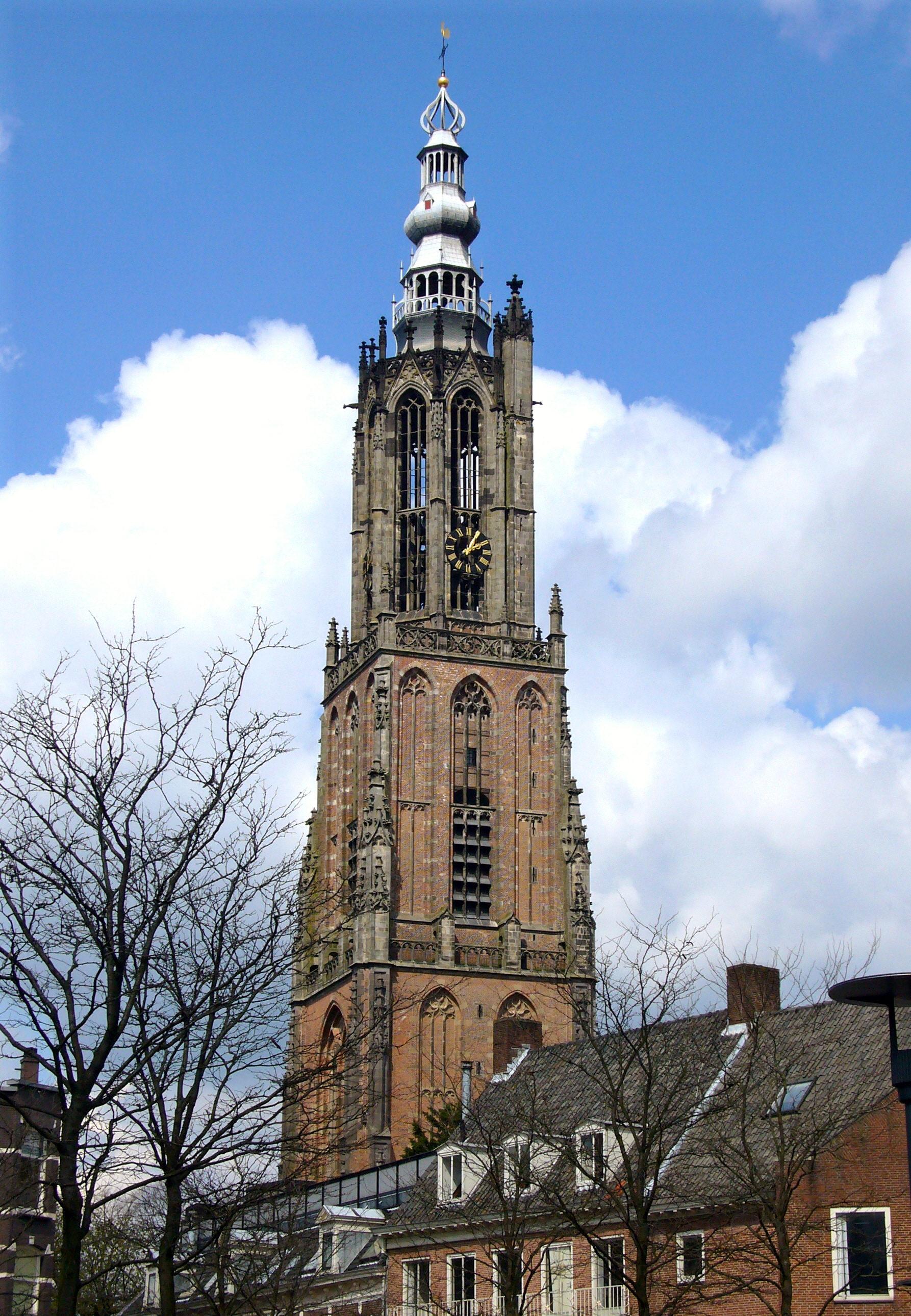
Liebfrauenturm

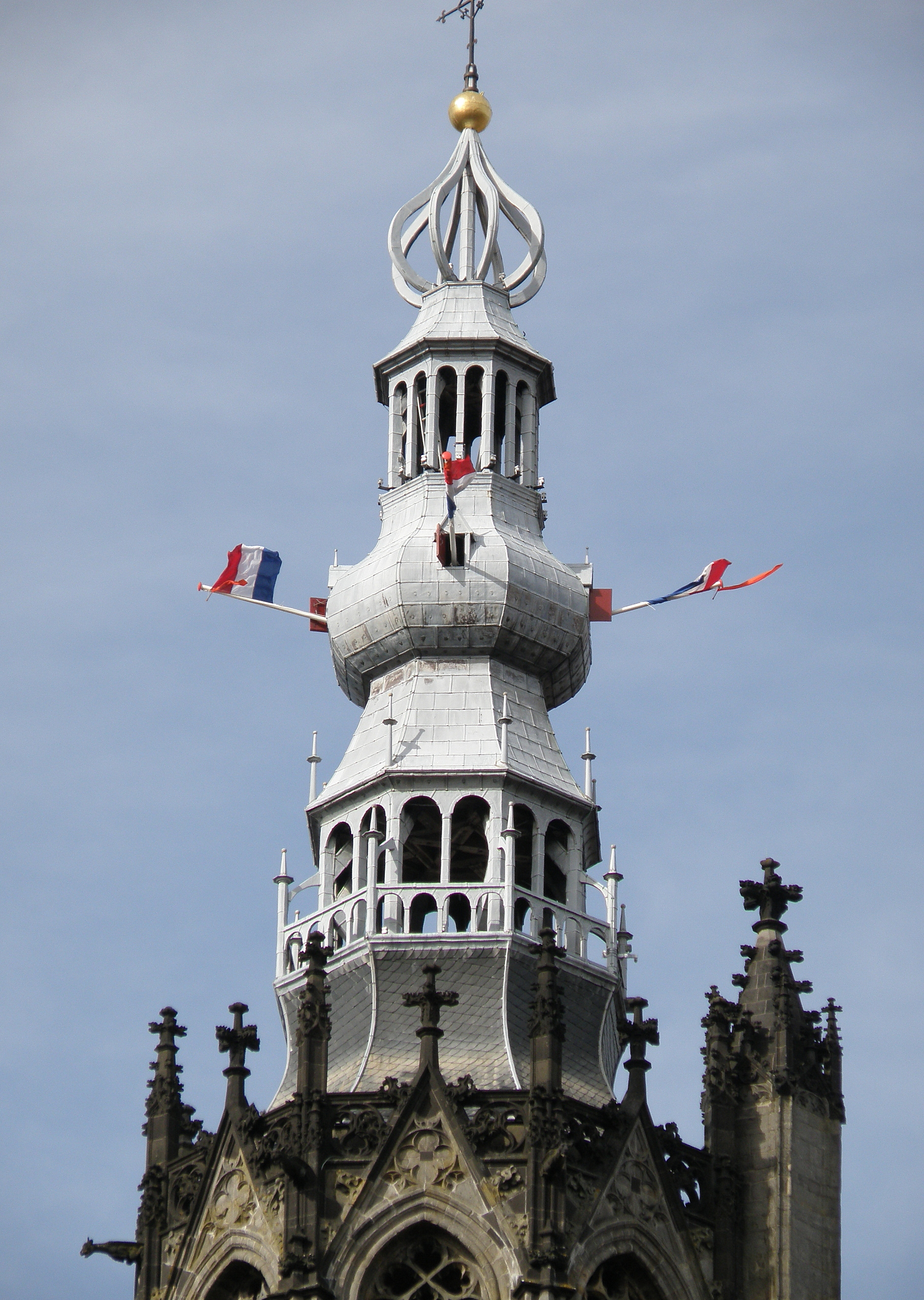
Turmbekrönung

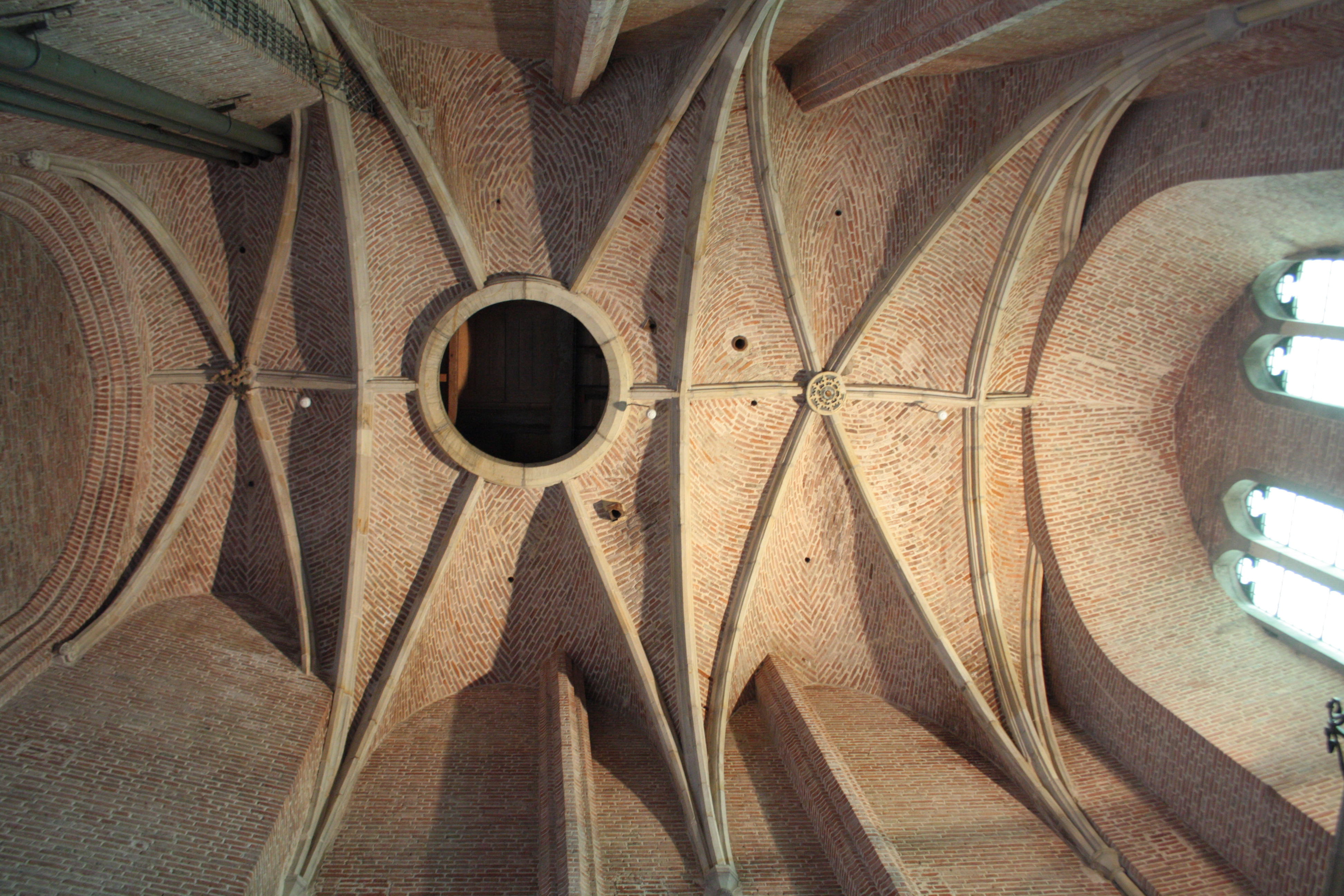
Gewölbe im Turm

Der Liebfrauenturm (niederländisch Onze Lieve Vrouwetoren) ist ein einzeln stehender Kirchturm in Amersfoort. Das spätgotische Bauwerk ist 98,33 Meter hoch (gemessen bis zum Hahn) und erhebt sich hoch über dem Stadtzentrum. Damit ist er eines der markantesten Bauwerke der Stadt und der dritthöchste Kirchturm der Niederlande. Der Turm hat den Spitznamen „Lange Jan“. Ursprünglich gehörte der Turm zu einer Kirche, die im 18. Jahrhundert zerstört wurde. Der Turm ist der zentrale Punkt der niederländischen Kartenprojektion der Rijksdriehoeksmeting („Reichsdreiecksmessung“, mit den Koordinaten +155 000 m +463 000 m).

## Geschichte
Die erste Kapelle an dieser Stelle wurde im vierzehnten Jahrhundert gebaut. Im fünfzehnten Jahrhundert wurde sie zu einer dreischiffigen kreuzförmigen Kirche erweitert. Es ist nicht bekannt, wann genau der Turm gebaut wurde. Es wird angenommen, dass der Bau kurz nach dem sogenannten „Wunder von Amersfoort“ 1444 begonnen und um 1470 fertiggestellt wurde. Die offiziellen Aufzeichnungen über den Bau der Kirche gingen 1579 verloren, als die Protestanten im Zuge der Reformation und des Bildersturms große Teile des Archivs zerstörten. Die Protestanten übernahmen den Turm, der damals mit der Kirche verbunden war, von den Katholiken.
Nach der Übernahme durch die Protestanten wurde die Kirche auch für andere Zwecke genutzt, zum Beispiel als Aufbewahrungsort für Schießpulver und als Labor, in dem Granaten befüllt wurden. Durch die Unachtsamkeit eines Mitarbeiters des Labors wurde die Kirche 1787 bei einer Explosion schwer beschädigt. Siebzehn Menschen wurden getötet. Im Jahr 1806 wurde beschlossen, die Ruine der Kirche abzureißen. Nach Ausgrabungen und der Neugestaltung des Lieve Vrouwekerkhofs im Jahr 1986 wurde der Umriss der Kirche im Pflaster markiert. Im Jahre 1804 brannte die Turmspitze ab (nicht zum ersten Mal; es geschah bereits 1651), danach wurde sie in veränderter Form wiederhergestellt.
Der Turm wurde mehrmals restauriert, die letzten Male in den Jahren 1912–1932, 1965–1970 und 1993–1996.

## Architektur
Wie viele Kirchtürme in der Provinz Utrecht wurde auch der Liebfrauenturm durch den Turm des Utrechter Doms inspiriert. Von all diesen Türmen ist es derjenige, der dem Original am nächsten kommt.
Der Turm besteht aus zwei quadratischen Abschnitten aus Ziegel- und Naturstein mit Strebepfeilern, einer achteckigen Laterne aus Sandstein und einer hölzernen Bekrönung. Diese Bekrönung entstand, nachdem der ursprüngliche Spitzhelm im Jahr 1547 verloren ging. Die Silhouette des Turms mit dem kleinen Treppenturm vor der Laterne wird manchmal als ein Symbol für Maria mit dem Jesuskind angesehen.
Im Jahr 2014 wurden die hölzernen Eingangstüren zum Turm durch die bronzene Pilgertür von Eric Claus ersetzt.

## Glocken
Besonders bemerkenswert ist, dass der Turm zwei Glockenspiele hat. Das ältere wurde in den Jahren 1659 bis 1664 von den Brüdern Hemony gegossen und hat 35 Glocken; das neue hat 58 Glocken und wurde 1997 von der Königlichen Glockengießerei Eijsbouts hergestellt. Nachdem es jahrhundertelang einen offiziellen Stadtglockenspieler gab, hat Amersfoort diese Funktion 1995 abgeschafft. Die Glockenspiele im Turm von Unserer Lieben Frau werden von verschiedenen Glockenspielern gespielt, darunter Lehrer und Schüler der Niederländischen Glockenspielschule in Amersfoort.
Neben den Glockenspielen hängen seit dem Jahr 2000 sieben Pendelglocken im Turm, hergestellt von der Firma Glocken- und Kunstgießerei Rincker in Sinn. Sie haben zusammen ein Gewicht von etwa 7000 kg. Diese Glocken werden am ersten Samstag im Monat, vor Sommerkonzerten und an besonderen (Fest-)Tagen, wie dem Königstag und dem 4. Mai, von der 2002 gegründeten Amersfoorter Glockengilde Het Zevengelui geläutet.

## Beleuchtung
Im Jahr 2013 startete die Stiftung Strahlendes Zentrum Niederlande eine Crowdfunding-Kampagne, um Geld für eine neue Beleuchtung für den Liebfrauenturm zu sammeln. Die Lampen, die den Turm bis dahin beleuchteten, waren nicht mehr zulässig und abgeschrieben und mussten ersetzt werden. Lichtdesigner Jeroen Jans entwarf ein Design für ein Lichtkunstwerk. Das Projekt wurde im Jahr 2014 abgeschlossen und besteht aus 132 LED-Leuchten, die den Turm von außen und innen beleuchten. Die neue Beleuchtung wurde am 1. November 2014 in Betrieb genommen, und die neue Beleuchtung wurde am 1. November 2014 installiert.
Teil der neuen Beleuchtung ist eine Gedenklaterne. Die Laterne ist der durchbrochene gotische Teil des Turms. Dieser Teil bleibt nachts beleuchtet, wenn die anderen Lichter ausgeschaltet sind, als Erinnerung an die Verstorbenen.

## Vermessung
Da der Turm weithin sichtbar ist und relativ zentral in den Niederlanden liegt, wurde die Turmspitze bei der nationalen Triangulation der Niederlande durch die Nationale Kommission für Gradmessung und Wasserregulierung von 1885 bis 1930 als Ursprung des niederländischen Koordinatensystems gewählt. Obwohl nach der Revision im Zeitraum 1960–1978 aus praktischen Gründen nicht mehr die Werte (0; 0) als Koordinaten verwendet werden, sondern (+155 000 m +463 000 m), ist dies immer noch der Mittelpunkt der niederländischen Kartenprojektion, die den Rijksdriehoekscoördinaten des Katasters zugrunde liegt.
Koordinaten des Liebfrauenturms Amersfoort, Punktnummer 329101, 01 Spitze über Knauf: 154999.8437 m; 462999.8758 m

## Legende
Seit Jahrhunderten kursiert eine Legende über den Grund für den Bau des Liebfrauenturms. Ein Mädchen namens Geertje Arends aus Nijkerk soll im Jahr 1444 eine kleine Marienstatue in die äußere Gracht (heute Scheltussingel) von Amersfoort geworfen haben, weil sie diese zu hässlich fand, um sie der Mutter Oberin des Agnietenkloosters zum Geschenk zu machen. Sie wollte in den Dienst dieses Klosters treten. Es war üblich, ein Geschenk anzubieten.
An Weihnachten hatte eine Magd namens Margriet Alberts eine Vision: Maria sagte ihr, sie solle die Statue aus dem Wasser bergen. Zuerst glaubte sie sich selbst nicht und es brauchte zwei weitere Visionen, um sie dazu zu bringen, die Statue herauszufischen. Als sie an der Stelle ankam, die Maria angegeben hatte, fand sie die Marienstatue unversehrt, genau dort, wo Geertje sie hingeworfen hatte. Sie nahm die Statue mit nach Hause, und sofort begannen die ersten Wunder zu geschehen: Die Kerzen, die Margriet in der Nähe der Statue aufgestellt hatte, hörten nicht auf zu brennen. Ihr Beichtvater brachte die Statue in seine Kapelle und von diesem Moment an begann die Wallfahrt in Amersfoort.
Amersfoort entwickelte sich schnell zu einem der beliebtesten Wallfahrtsorte in den nördlichen Niederlanden. Die Pilger brachten so viel Geld ein, dass man sich entschloss, die zunächst kleine Kapelle zu vergrößern. Kurze Zeit später wurde beschlossen, auch einen hohen Turm zu bauen. Der Legende nach symbolisiert der Turm die Mutter Gottes und die kleine Treppe vor der Laterne das Christkind.
Nach der Reformation (um 1579) blieb die Verehrung in geringerem Umfang, bis die Stadtverwaltung 1720 eingriff, wahrscheinlich weil die Liebfrauenwallfahrt in die Spaltung der römisch-katholischen Kirche (das Utrechter Schisma) verwickelt war. Eine Nachbildung der Statue und ihres Zubehörs befindet sich seither in der altkatholischen Kirche.
1933 gründeten römische Katholiken die Liebfrauengilde, die seither jährlich am Samstag acht Tage vor Pfingsten einen Umzug organisiert. In den frühen 1960er Jahren ließ das Interesse nach. Seitdem ist die Zahl der Teilnehmer wieder gestiegen und liegt jetzt ziemlich stabil bei mehreren hundert Personen.